# 杨达坡条约
杨达坡条约（英語：Treaty of Yandabo）为第一次英缅战争中英国与缅甸之间的一项和平协定。1826年2月24日，阿奇博尔德·坎贝尔及敏拉觉廷在缅甸首都阿瓦以北仅80（50英里）的杨达坡签署了此协议，缅方未经谈判即被迫接受条款。
依据和平协定，缅方同意下述条约：
- 将阿萨姆邦、曼尼普尔邦、若開邦及丹那沙林于薩爾溫江以南区域割让给英国；
- 放弃对察查縣及詹塔山縣的一切干涉；
- 赔款一百万英镑，分四次还清；
- 允许阿瓦与加尔各答互换外交代表；
- 在合适时机签署贸易协定。

此协议标志着英属印度历史上最长最昂贵的战争得以结束。欧洲及印度方面有一万五千人丧生，缅方伤亡难以估量。英方损失了五百万至一千三百万英镑，导致英属印度于1833年发生了严重的经济危机。
此条约标志着缅甸独立开始走向终结。第三缅甸帝国慑于英属印度，不再对其东部边境造成实质威胁。缅甸因偿还巨额赔款而常年国库空虚。在此后两次战争中，英国轻易击败羸弱的缅甸，并于1885年将其吞并。